# Castell (roman)
Pour les articles homonymes, voir Castell.
Castell est un roman de Pierre Rouanet paru le 1er décembre 1971 aux éditions Grasset et ayant reçu le prix Interallié la même année.

## Éditions
- Castell, éditions Grasset, 1971  (ISBN 0036050032).